# Биктимировский археологический комплекс
Биктимировский археологический комплекс (башк. Биктимер археологик комплексы) — группа археологических памятников кара-абызской культуры. Оцененный возраст — от 18 до 25 веков. Находится около деревни Новобиктимирово Бирского района. Материалы Биктимировского археологического комплекса хранятся в Музее археологии и этнографии.

## Состав
В комплекс входят городище и 3 могильника.

### Биктимировское городище
Находится в 0,2 км к востоку от деревни на высоком (35 м) правом берегу реки Белая. Открыто в 1955 году А. П. Шокуровым, исследовано в 1963 году А. Х. Пшеничнюком. Городище (площадь — 50 тыс. м²) защищено 3 валами и рвами.
Керамика представлена лепными чашевидными и горшковидными сосудами, украшенными по шейке пояском ямочных вдавлений. В нижних слоях в небольшом количестве обнаружена керамика ананьинского типа со шнуровым орнаментом и гафурийского с геометрическим (зигзаги, треугольники, насечки). Найдены: железный нож, каменные зернотёрки, каменные и глиняные пряслица, костяные проколки. Население занималось скотоводством (преимущественно разводили лошадей и овец), земледелием, охотой (охотились на бобра, волка, зайца, куницу, лисицу, рысь).

### Биктимировский могильник I
Расположен к северо-востоку от деревни. Открыт в 1956 году Шокуровым, исследован в 1962—64 Пшеничнюком (68 погребений).

### Биктимировский могильник II
Расположен к востоку от деревни. Открыт и исследован в 1958 году Шокуровым (4 погребения), в 1960 году К. В. Сальниковым (2).

### Биктимировский могильник III
Находится на южной окраине деревни. Открыт и исследован в 1964 Пшеничнюком (17 погребений). Умершие погребены в прямоугольных могильных ямах, завёрнуты в луб, ногами к реке. Для мужских погребений характерно наличие предметов вооружения (бронзовые пряжки, наконечники стрел и копий, железные однолезвийные ножи) и принадлежностей конской сбруи (железные удила); для женских — украшений (бронз. бляшки-пуговицы, браслеты, височные кольца, перстни и подвески, бронзовые и серебряные накладки поясных ремней, каменные и стеклянные бусы).